# Mohamed Zrida
Mohamed Zrida (en arabe : محمد زريدة), né le 1er février 1999 à Casablanca, est un footballeur international marocain, qui évolue au poste de milieu de terrain au Al-Ittihad Tripoli.
Il commence sa carrière footballistique en rejoignant le centre de formation du Raja Club Athletic au Complexe Oasis à l'âge de 15 ans. En 2019, il effectue son début professionnel avec les séniors sous Patrice Carteron. Il s'impose comme un joueur important dès la saison 2019-2020 où il remporte son premier championnat, suivi de la Coupe de la confédération et la Coupe arabe des clubs champions en 2021. En 2024, il remporte avec les Verts le doublé coupe-championnat en restant invaincu, fait inédit dans l'histoire du football marocain.

## Biographie

### Carrière en club

#### Jeunesse et formation
Mohamed Zrida voit le jour le 1er février 1999 à Casablanca, dans le quartier de Hay Mohammadi où il commence à pratiquer le football dès sa tendre jeunesse. Âgé de sept ans, sa mère essaye de l'inscrire parmi les minimes du Tihad Athletic Sport mais les tarifs du club sont trop importants.
À neuf ans, il rejoint la maison de jeunesse de son quartier, situé à Hay Adil, où il pratique le futsal pendant près cinq ans. Il joue ensuite pendant quelque temps à FCC Casablanca avant de rejoindre le centre de formation du Raja Club Athletic en 2014.

#### Raja CA (2019-2025)
En janvier 2019, avec la venue de Patrice Carteron, Mohamed Zrida commence à être convoqué avec l'équipe première, sans pour autant jouer. Le 4 mai, lors de la 27e journée du championnat contre le Rapide Club d'Oued-Zem, il fait sa première apparition avec le Raja où il est titularisé au milieu de terrain. Il délivre sa première passe décisive à Zakaria Hadraf à la 53e minute de jeu lors d'un match nul trois buts partout.
Le 28 janvier 2020, Jamal Sellami ajoute Mohamed Zrida à la liste des joueurs autorisés à disputer la Ligue des champions. Il fait aussitôt sa première apparition africaine en tant que titulaire aux quarts de finale contre lors d'une victoire deux buts à zéro contre le TP Mazembe. Avec les blessures de Omar Boutayeb et Abderrahim Achchakir, il dispute le match retour à Lubumbashi comme arrière droit et aide son équipe à arracher la qualification malgré la défaite un but à zéro. Le 3 mars, le club lui décerne le prix d'Aigle du mois, récompensant le meilleur joueur du Raja durant le mois de février. Le 28 août 2020, le club annonce le renouvellement du contrat de Mohamed Zrida jusqu'en 2025. Le 11 octobre suivant, le Raja, alors en tête du classement, reçoit les FAR de Rabat lors de l'ultime journée, et a besoin d'une victoire pour remporter le championnat. Les visiteurs ouvrent le score à quelques minutes de la fin du premier carton, avant que Abdelilah Hafidi n'inscrive un doublé dont un but à la 90e minute, pour sacrer le Raja comme champion du Maroc.
Le 10 juillet 2021, le Raja CA s'impose deux buts à un en finale de la Coupe de la confédération face aux Algériens de la JS Kabylie et le club s'adjuge son troisième titre de la compétition. En fin de saison 2020-21, son entraîneur Lassaad Chabbi déclare lors d'une interview avec Transfermarkt préférer voir Abdelilah Madkour, Soufiane Rahimi et Mohamed Zrida concrétiser un transfert vers un bon club d'Europe, estimant que les joueurs aient un bon potentiel pour y évoluer.
Le 18 février 2022, Zrida inscrit le seul but du match, synonyme de victoire du Raja en déplacement à Alger au titre de la deuxième journée de la phase des groupes de la Ligue des champions 2021-2022 contre l'ES Sétif. Il s'agit du premier but de sa carrière professionnelle pour son 87e match avec le Raja CA.
Le 15 juillet 2023 au Complexe sportif Moulay-Abdallah, le Raja dispute la finale de la Coupe du trône face à la RS Berkane, qui remporte ce match un but à zéro en prolongations après l'expulsion précoce de Marouane Hadhoudi et un pénalty annulé par la VAR,. Il inscrit un des buts victorieux lors du derby face au Wydad AC, le 3 janvier 2024 à Mohammédia (victoire, 2-0).
La saison 2023-2024 voit le Raja réaliser un exploit historique en remportant le doublé coupe-championnat sans aucune défaite. Les Verts ont pourchassé l'AS FAR depuis le début de la saison jusqu'à la 29e journée quand Adam Ennafati marque le coup franc décisif à la dernière minute contre le Wydad et les propulse à la tête du classement. Le 14 juin 2024, le club s'assure le titre en s'imposant face au Mouloudia d'Oujda trois buts à zéro et bat également le record des points avec soixante-douze unités. Le 1er juillet, le Raja enchaîne avec une quatorzième victoire de suite en battant l'AS FAR encore une fois en finale de la Coupe du trône pour s'assurer le troisième doublé de son histoire.    

#### Al-Ittihad Tripoli
Il quitte le club en février 2025 pour rejoindre l'Al-Ittihad Tripoli en Libye.

### Carrière internationale
Le 20 mars 2021, il est appelé par Houcine Ammouta pour rejoindre la sélection nationale locale pour un stage de préparation prévue du 23 au 29 mars. Il joue son premier match en équipe première le 23 août 2022 lors d'un match amical contre la Jamaïque.

## Statistiques

### Statistiques en club
Le tableau suivant recense les statistiques de Mohamed Zrida :
| Compétition                     | Matchs | Titu. | Buts |
| ------------------------------- | ------ | ----- | ---- |
| Botola Pro D1                   | 144    | 113   | 7    |
| Coupe du Trône                  | 15     | 13    | 1    |
| Ligue des champions CAF         | 32     | 29    | 5    |
| Coupe de la confédération CAF   | 10     | 6     | 0    |
| Supercoupe CAF                  | 1      | 0     | 0    |
| Coupe arabe des clubs champions | 10     | 7     | 1    |
| Total                           | 212    | 168   | 14   |

## Palmarès
Raja Club Athletic (6)
- Championnat du Maroc :
  - Champion: 2019-20 et 2023-24
  - Vice-champion en 2018-19, 2020-21 et 2021-22.
- Coupe de la confédération :
  - Vainqueur en 2021.
- Coupe arabe des clubs champions :
  - Vainqueur en 2020.
- Supercoupe d'Afrique :
  - Vainqueur en 2019
  - Finaliste en 2021

- Coupe du Trône
  - Vainqueur en 2024
  - Finaliste en 2023.

### Distinctions personnelles
- Prix Aigle du mois pour le meilleur joueur du Raja CA lors de février 2020.
- Prix But du mois pour le meilleur but du Raja CA lors de février 2022.